# گراز بدبوی بزرگ
گراز بدبوی بزرگ (نام علمی: Pecari maximus) نام یک گونه از سرده بدبوگرازها است.